# Ватланово
Ватланово — деревня в Вологодском районе Вологодской области.
Входит в состав Лесковского сельского поселения, с точки зрения административно-территориального деления — в Рабоче-Крестьянский сельсовет.
Расстояние до районного центра Вологды по автодороге — 18,6 км, до центра муниципального образования Лесково по прямой — 8 км. Ближайшие населённые пункты — Горшково, Высоково, Рубцово.
По переписи 2002 года население — 76 человек (40 мужчин, 36 женщин). Преобладающая национальность — русские (91 %).